# Personnages de D.Gray-man
 (mai 2024).
Pour un article plus général, voir D.Gray-man.
Présentation des principaux personnages de D.Gray-man, manga et animation japonaise de Katsura Hoshino.

## La Congrégation de l'Ombre
Au début du manga, les Exorcistes, dont 5 Maréchaux, sont au nombre de 19 avec Allen Walker.

### Les Exorcistes

#### Allen Walker
- Nom japonais : アレン・ヲーカー, Aren Wōkā - autre nom (donné par Kanda Yû) : Pousse de sôja (もやし en japonais et se dit Moyashi)
- Origine : Anglaise
- Taille : 168 cm
- Poids: 58 kg, anniversaire : inconnu (recueilli par Mana un 25 décembre)
- Âge : 15 ans
- Groupe sanguin : O

Allen est rejeté très tôt par ses parents biologiques à cause de son bras gauche anormal. Il grandit dans la rue seul et effectue des petits boulots pour se nourrir. À 7 ans, il rencontre Mana Walker dans un cirque qui y travaille comme clown. Mana décide de s'occuper de lui et deviendra ainsi son père adoptif, on ne sait toujours pas si Mana voulait s'occuper d'Allen ou de son frère Néah, le quatorzième, Allen possédant l'esprit du musicien en lui. Il le recueille un soir de Noël. Ils voyageront ensemble pendant trois ans à la suite de quoi Mana mourra car un chariot l'a percuté.
Le Comte Millénaire lui demandera alors s'il souhaite ressusciter Mana. En acceptant, Allen le transforme en Akuma et Mana maudit Allen pour ce qu'il a fait. Il le blessera à l'œil gauche ce qui vaudra à Allen sa marque rouge (ainsi que la faculté de voir l'âme des Akuma par cet œil) et ses cheveux blancs. Son Innocence, jusque-là inactive, réagira indépendamment de sa volonté et détruira Mana (.)
Après ce tragique accident, il est récupéré par le Maréchal Cross Marian auprès duquel il suivra sa formation, en fait il devait travailler pour payer les dettes que Cross accumulait (on apprend par la suite qu'une des raisons pour lesquelles Cross maltraitait et se souciait peu des ressentiments d'Allen est qu'il ne voyait en lui qu'un hôte dont la personnalité finirai consumé et remplacé par celle du 14e). Allen a choisi de devenir exorciste pour sauver l'âme des Akuma (contrairement aux autres exorcistes qui veulent protéger les humains des Akuma), car il peut voir leur souffrance grâce à son œil gauche, mais après la régénération de son bras gauche, il choisira de sauver les Akuma et les humains. Allen possède aussi un côté sombre (il en a deux mais les deux n'ont aucun avoir l'un avec l'autre (l'un est humoristique et l'autre est Néah Walker)) comme lorsqu'on le voit tricher aux cartes ou parler du maréchal Cross. Mais aussi lorsqu'il est sous sa forme de Noah.
Lors de la bataille d'Edo, on découvre qu'Allen peut diriger l'ancienne Arche. Après que le comte a fui dans sa nouvelle arche et croyant l'autre détruite, Allen la restaure entièrement et en prend le contrôle (empêchant ainsi la nouvelle arche d'être complète). Auprès de Mana, il a créé les symboles qui composent la partition de piano, l'instrument étant le cœur de l'Arche pour la déplacer. Selon la prophétie d'Hevlaska, Allen est le destructeur de temps et serait le seul à pouvoir tuer le Comte Millénaire. Il est l'héritier du 14e Noah, frère de Mana, et risque de finir rongé par l'âme du 14e et devenir un Noah. Jusque-là, Allen ne faisait jamais preuve d'une réelle agressivité ou envie de tuer envers les membres du clan Noah sachant qu'ils sont semblables aux humains.
Road lui fera remarquer d'ailleurs lors de leur première rencontre qu'il finira seul et détesté de tous, ce qui s'avérera vrai par la suite à cause de ses caractéristiques spéciales (il est détesté par le camp des Akumas/Noah à cause de son innocence, il est rejeté par l'ordre à cause de son statut de Noah et enfin rejeté par beaucoup d'humains à cause du caractère symbiotique de son innocence). Lors d'une conversation entre Marie et Allen, on apprendra que le désir de sauver les Akuma de ce dernier est mal vu par les hautes instances de la congrégation.
Du fait de son lien avec le 14e, il est surveillé par Howard Link. On apprend plus tard qu'il est lui-même le 14e (tome 19, nuit 189).
Allen a aussi très gros appétit. Il est aussi aimé de la Noah Road Kamelot. Mais on ne sait pas si c'est vraiment d'Allen ou du 14e.
- Malédiction : L'Œil maudit

Niveau 1 : l'œil gauche est noir avec une Pupille formée de cercles concentriques et lui permet de voir l'âme de Akuma et de les repérer pour les détruire.
 
Niveau 2 : l'œil est comme au niveau 1 mais il est plus puissant car il permet aux exorcistes proches d'Allen de voir également l'âme de l'Akuma et de repérer les Akuma dans un rayon de 300 m quels que soient les obstacles entre eux.

L'œil peut se régénérer s'il est détruit.
- Innocence : God Hand

Son Innocence de type symbiotique réside dans son bras gauche, son arme anti-akuma est donc son bras qui a un aspect desséché et rouge sombre et ce depuis sa naissance.
Elle prend la forme d'une énorme main blanche dont les doigts sont des griffes qui découpent l'Akuma en tranches . Plus tard, il pourra également lui faire prendre la forme d'un canon qui tire des projectiles d'énergie; mais aussi prendre la forme d'une épée d'énergie, mais il n'utilisera cette forme que très peu de fois.
Lors de sa rencontre avec Suman Dark, devenu rejeté, Allen poussera son Innocence au maximum de ses capacités. Cela s'est révélé inefficace puisque Suman était mort et son Innocence est devenue inutilisable et très douloureuse. Il rencontrera ensuite Tyki Mikk qui détruira son Innocence et le laissera pour mort.
- Évolution de l'Innocence : Crown Clown

Après avoir perdu son Innocence à la suite de sa rencontre avec Tyki Mikk, il pourra la récupérer car elle se sera implantée directement dans son cœur, chose inédite, même pour une arme de type symbiotique. Son taux de synchronisation sera meilleur et son bras s'intégrera mieux à son corps.
Au niveau 1, elle recouvre tout son corps pour constituer un manteau blanc et un masque (rappelant une bautta vénitienne) protecteurs, ainsi qu'une griffe plus fine mais beaucoup plus dévastatrice. La capuche du manteau est ornée de pointes courtes rappelant une couronne. La forme de son Innocence ressemble alors à un déguisement de clown et l'Ordre lui donnera le nom de Clown Couronné.
Au niveau 2, son Innocence (son bras aussi donc) se détache complètement de son corps pour se transformer en une gigantesque épée lui permettant d'exorciser les descendants de Noah (Il a néanmoins échoué à "exorciser" Tyki Mikk). Il se retrouve alors à manier son épée de la main droite (le bras gauche entier étant devenu l'épée). Il atteint alors un taux de résonance de plus de 100 %, ce qui le révèle en tant que Maréchal potentiel. Elle est la copie de l'épée du Comte Millénaire mais en version inversée (blanche). Il peut garder la forme du manteau et de l'épée simultanément.
Au niveau 3, Allen se sert de son épée pour envoyer des projectiles. Cette technique qui se nomme « Death Ball » (Dans le manga français, la technique est baptisée « Globe Rugissant de Destruction ») apparaît pour la première fois dans le chapitre 187 où elle lui permet de détruire une dizaine d'Akuma de niveau 3 en un coup.

#### Yû Kanda
- Nom japonais : 神田ユウ, Yū Kanda
- Origine : japonaise
- Taille : 175 cm
- Poids : 61 kg
- Âge : 18 ans
- Anniversaire : 6 juin
- Signe astrologique : gémeaux
- Il déteste qu'on l'appelle par son prénom «  Yū ». En désaccord avec Allen sur l’importance de la vie, il passera son temps à se disputer avec ce dernier et ce dès leur première rencontre. Il ne l'appellera jamais par son prénom mais « moyashi » signifiant « pousse de haricot » et auquel Allen lui répondra « Bakanda » (jeu de mots sur baka idiot, et kanda). Kanda possède un mystérieux pouvoir de guérison lié à la présence d'un tatouage représentant le symbole ॐ, « Om̐ », au niveau de son cœur et à une fleur de lotus qui reste dans sa chambre, dans un sablier. Son pouvoir de guérison raccourcit sa vie un peu plus à chaque utilisation. Malgré son agressivité permanente envers les autres, il défendra Lenalee avec une surprenante volonté lors de la bataille d'Edo. En général, Kanda a une attitude différente envers Lenalee, il ne s'est jamais montré agressif avec elle, contrairement envers les autres.

On apprendra plus tard que Kanda a été « créé » par la congrégation dans le cadre du projet « apôtre artificiel »(exorciste de deuxième génération) . Il fut notamment enfermé pendant des années dans un centre de recherche sous les ordres du clan Chan -c'est aux arcanes de ce clan qu'il doit ses capacités de régénération prodigieuses- (celui dont est issu Bak). Il fut soumis à des expériences visant à tester la synchronisation avec l'innocence d'enfants porteurs de la mémoires d'exorcistes morts au combat. C'est ainsi que Kanda se souviendra d'une jeune femme pour laquelle il est prêt à mourir : c'est elle qu'il recherche de par le monde. Il avait dans le centre un ami, nommé Alma Karma, mais qui devint fou après sa synchronisation avec l'innocence et que Kanda fut forcé de tuer : les exorcistes dits « de troisième génération » sont porteurs des cellules d'Alma, lui-même inconscient depuis des années.
Il se lance dans un combat à mort avec Alma peu après, et alors qu'Allen tente de s'interposer vu qu'il connaît leur passé commun, Kanda le transpercera de son sabre et réveillera le 14e qui sommeillait en Allen. Allen les téléporte à Matera (lieu de la première mission d'Allen et Kanda) et verrouillera le passage. Après un sourire et simple merci, il dit être fier d'avoir eu Allen à ses côtés et pour la première fois, prononce le nom complet d'Allen. Kanda disparaît dans l'arche. À ce moment, Kanda est présumé mort, alors qu'il traverse l'Arche avec Alma. Cependant, il réapparait dans le chapitre 207, devant Lenalee et Marie alors qu'ils sont en Provence, en France. Dans la nuit 208, son innocence évolue en type cristallin, et il se lance à la recherche d'Allen en compagnie de Johnny. Plus tard, on apprend qu'il est revenu à la Congrégation pour le bien d'Allen et parce qu'il avait des regrets concernant sa transformation en Noah. Il dira aussi à Link qu'il est celui qui tuera "Pousse de Haricot". Il est promu Général dans la nuit 217, prenant ainsi la place de Cross qui est laissé pour disparu/mort ; révélant ainsi qu'il a passé les 100 % de synchronisation. Il évite ainsi de devenir un Déchu et peut continuer à accompagner Allen (qu'il retrouve dans la nuit 211) et Johnny.
- Innocence : Mugen (無限 Signifiant Infini, illusion)

L’Innocence de Kanda est un sabre japonais (ou katana) Mugen (les six illusions), qui peut créer des illusions ou se dédoubler pour accroître sa puissance.
Au niveau 0, c'est un katana normal : Kanda est tellement puissant qu'il n'a pas besoin de l'activer pour tuer de faibles Akuma.

Au niveau 1, le katana brille et Kanda peut envoyer des rafales d'énergie qu'il contrôle à volonté, le « Déferlement d'insectes ». 

Au niveau 2, Kanda possède deux katanas, pratique pour les double-attaques. La 3e illusion, « Les Illusions Taboues », lui permet d'accroitre sa puissance mais puise dans son énergie vitale.
Après être sorti de l'arche de Noé, Kanda doit faire réparer son arme (détruite par Skin Boric), et son innocence est implantée dans un katana.
Lors des derniers chapitres, Kanda utilise la 4e illusion puis la 5e illusion qui ajoutent des plumes à son katana. On apprend dans la nuit 203 que son katana s'est rouillé ce qui peut vouloir signifier qu'il n'est plus le compatible de son arme, mais son innocence prend le même type que celle de Lenalee et devient une innocence de type cristallisation.
- 1re apparition dans le manga : tome 1, nuit 5[4]
- 1re apparition dans l'anime : épisode 2[5]

#### Lavi
- Nom japonais : ラビ, Rabi, autre prénom : Dick (tome 12 : nuit 114 cerises éclatées)
- Origine : Inconnue
- Taille : 179 cm
- Poids : 62 kg
- Âge : 18 ans, anniversaire : 10 août
- Groupe sanguin : O
- Signe astrologique : Lion

Son nom officiel est « l'héritier désigné des Bookman », Lavi est en fait son 49e nom (il change de nom à chaque fois qu'il part définitivement d'un endroit). Dans ses veines coule le sang de nombreuses races. Possédant un caractère joyeux et optimiste, il deviendra très vite l’ami d'Allen. Lavi est tiraillé par le fait de, soit aider ses amis activement dans la lutte contre les Akuma, soit d'être digne des Bookman et se contenter d'observer objectivement les choses. C'est quelqu'un de très cultivé et qui n'hésite pas à se montrer familier. Ainsi son maître, l'actuel Bookman, est surnommé « Grand-père » ou « Panda ». Il appelle également Kanda par son prénom, ce qui énerve grandement ce dernier. Il porte un bandeau sur l’œil droit pour une raison que seuls les Bookman sont autorisés à savoir. Lavi possède aussi une mémoire prodigieuse, capable de se souvenir d'un objet dans les moindre détails après l'avoir vu ne serais-ce que quelques secondes.
À 6 ans, "Lavi" délaisse son vrai nom pour entrer sous le patronage de Bookman, avec lequel il part sur les routes. Il apprend la médecine et les arts martiaux afin de devenir Bookman à son tour.
À 7 ans, il manque de se faire tuer par une balle perdue. À moitié inconscient, il s’agrippe aux cheveux de Bookman qui lui reprochera souvent :"C'est par ta faute qu'ils tombent! J'en ai de moins en moins".
À 9 ans, il dépasse la taille de Bookman, en ne comptant pas ses cheveux.
À 16 ans, il entre dans la Congrégation de l'Ombre sous le nom de "Lavi" en tant qu’exorciste. Il fait la connaissance de Kanda, de Doug de la section des traqueurs et de Lenalee.
À 18 ans, il part de nouveaux en mission avec Doug (dans le roman) puis rencontre Allen et Miranda à Rewind City
Innocence : Le maillet (Tettsui)
Il s'agit d'un maillet dont la taille varie selon la convenance de son propriétaire.
Au niveau 1, Lavi lui fait changer de taille, ce qui modifie la force d'impact mais ne change pas le poids de l'arme. Ainsi, le Maillet reste toujours aussi maniable, peu importe sa taille.

Au niveau 2, Lavi peut utiliser le pouvoir des sceaux élémentaires de la Nature. Il utilise généralement le sceau du bois pour défendre et le sceau du feu pour attaquer (technique du « Hi Ban » ou "sceau de feu" en VF). Il peut aussi combiner des sceaux pour obtenir des attaques plus puissantes.
Comme Kanda, il dut faire réparer son arme, mais on n'a pas vu Lavi se battre avec depuis donc on ignore les modifications qui lui ont été apportées.
Dans les dernières nuits, Lavi s'est lui aussi fait contaminer par les parasites de Fiddler.
- 1re apparition dans le manga : tome 3, nuit 26[4]
- 1re apparition dans l'anime : épisode 12[5]

#### Lenalee Lee
- Nom japonais : リナリー・リー, Rinarī Rī
- Origine : chinoise
- Taille : 166 cm
- Poids : 48 kg
- Âge : 16 ans, anniversaire : 20 février
- Groupe sanguin : B
- Signe astrologique : Poissons

Lenalee est la sœur de Komui. Après l’assassinat de leurs parents, elle prit conscience qu'elle était compatible avec l'Innocence, c'est ainsi qu'elle devient l'hôte des « Bottes Noires ». Elle fut enlevée à son frère et privée de sa liberté lorsqu’un exorciste remarqua son don. Il lui faudra attendre que Komui rejoigne lui aussi le quartier général des exorcistes pour qu’elle cesse de considérer ce lieu comme une prison. 
L'Ordre deviendra peu à peu sa « famille » et comme elle le dit elle-même, lorsqu'elle s'imagine le monde, elle voit les visages de ses amis. La chose la plus importante à ses yeux est de les protéger.
- Innocence : Bottes Noires / Dark Boots

De type équipement, les Bottes Noires ont l'apparence anodine de bottes normales mais modifient leur structure au passage en mode combat et font d'elle une exorciste puissante.
Au niveau 1, ce sont juste des bottes noires qui brillent d'un halo vert. Lenalee peut alors voler comme bon lui semble, sauter à des hauteurs vertigineuses et trancher de l'Akuma comme si elle coupait du beurre.

Au niveau 2, deux disques ornés de croix apparaissent de chaque côté des bottes. Lenalee devient alors encore plus rapide et puissante, basant ses attaques sur sa vitesse qui peut atteindre et même dépasser celle du son (technique de « Oto Kaze »).
Lors d'un combat contre un Akuma de niveau 3, Lenalee sera prête à se sacrifier pour ses amis et augmentera la puissance de son Innocence jusqu'au seuil critique, mortel pour elle. Mais au lieu de la tuer, l'Innocence la sauvera en se cristallisant tout autour de son corps. À son réveil, Lenalee ne pourra plus l'activer et son taux de synchronisation sera inférieur à 10 %. Par sécurité, Hevlaska lui reprendra son Innocence le temps qu'elle soit capable de se resynchroniser avec elle.
- Evolution de l'Innocence : Blood Boots

Quand arrive un Akuma de niveau 4, Lenalee demandera à Hevlaska de lui rendre son Innocence d'urgence pour défendre ses amis. Après ingurgitation de l'Innocence devenue liquide, le cristal divin traverse tout son corps et du sang finit par gicler des chevilles de Lenalee. Sur chaque cheville s'est formé une croix, semblable à celles que les membres de la famille Noé ont sur le front. L'Innocence se matérialise devant Lenalee en cristallisant le sang et c'est ainsi qu'apparait sa nouvelle Innocence. Ces bottes sont beaucoup plus performantes que les anciennes. Plus rapide, plus forte, Lenalee est d'abord perturbée par ce changement et remarque que l'Innocence répond à ses sentiments et ses pensées et non ses mots.(elle pourrait être le Cœur) Après l'éradication de la menace, les bottes se transforment en deux anneaux rouges autour de ses chevilles. Elles sont alors appelées les Blood Boots.
Les membres de la Congrégation ne peuvent expliquer l'évolution de l'Innocence de Lenalee, ils appelleront cette Innocence une Innocence de type « Cristallin ».
- 1re apparition dans le manga : tome 1, nuit 5[4]
- 1re apparition dans l'anime : épisode 2[5]

#### Miranda Lotto
- Nom japonais : ミランダ・ロットー, Miranda Rottō
- Origine : allemande
- Taille : 168 cm
- Poids : 45 kg
- Âge : 25 ans, anniversaire : 1er janvier
- Groupe sanguin : O
- Signe astrologique : Capricorne

Cette jeune femme défaitiste et malheureuse est en plus très malchanceuse. Un jour, déprimée un peu plus que la normale, elle souhaite que « demain ne vienne jamais » et son vœu se retrouve exaucé. Sauvée par Allen et Lenalee, ceux-ci découvrent que Miranda est compatible avec une horloge. Après avoir surmonté ses peurs, elle devient exorciste et on lui créé une arme à partir de son Innocence : les Disques du Temps.
- Innocence : Time Record

L'Innocence de Miranda est à la base une vieille horloge de salon mais par la suite, la section scientifique de l'Ordre la modifia en un simple disque. Elle se servira du cadran de son horloge, monté sur une sorte de rail flexible attaché à son bras droit, pour contrôler le temps.
Au niveau 1, le time out : Miranda crée une demi-sphère temporelle autour d'elle. Tous ceux qui arrivent à pénétrer à l'intérieur sont guéris de leurs blessures, la sphère remonte le temps jusqu'au moment où ils n'étaient pas blessés. Cette technique demande une énorme consommation d'énergie.

Au niveau 2, le time recovery : après modification de son innocence, Miranda est capable de restaurer les objets et soigner les blessures en créant l'espace temporel où elle le désire.
Cette Innocence est une des plus intéressantes d'un point de vue moral car Miranda est incapable de garder le temps prisonnier indéfiniment : lorsqu'elle met fin au time record, toutes les blessures infligées avant et durant la période d'activation réapparaissent. Elle peut ainsi retarder le moment de la mort d'un combattant mais il finira par mourir dès que Miranda aura relâché le temps écoulé. Cette Innocence intéresse beaucoup Lulubell.
- 1re apparition dans le manga : tome 3, nuit 19[4]
- 1re apparition dans l'anime : épisode 9[5]

#### Arystar Krory (Aleister Crowley)
- Nom japonais : アレイスター･クロウリー, Areisutā Kurōrī
- Origine : roumaine
- Taille : 190 cm
- Poids : 77 kg
- Âge : 28 ans, anniversaire : 1er décembre
- Groupe sanguin : AB

Considéré comme un vampire par les habitants de son village, Arystar vivait en reclus avec sa bien-aimée Eliade. Les ayant rencontrés dans des circonstances particulières, Allen et Lavi s’étaient vite rendu compte qu’Eliade était un Akuma et qu’Arystar ne mordait que des Akuma. La situation réglée, le jeune homme rejoignit le camp des exorcistes. D’un caractère sensible, naïf et généralement calme, sa personnalité change lorsqu’il utilise son arme anti-Akuma. Son nom est une référence à Aleister Crowley
- Innocence : Les crocs d'argents

L'Innocence de Krory est de type symbiotique, elle remplace ses dents. Elle vient de la plante carnivore que lui avait donné Cross Marian. Il s'agit de crocs argentés qui lui permettent de repérer les Akuma à l'instinct et de sucer leur sang sans que celui-ci ne soit affecté par leur virus, au contraire cela lui confère une incroyable puissance. Il peut aussi absorber le poison des Akuma dans un corps humain quand celui-ci n'est pas encore totalement infecté, il sauvera Lavi de cette manière. Il peut aussi injecter son sang aux Akuma, ce qui provoque à peu près l'effet inverse du poison des Akuma de niveau 1.
Au niveau 1, Krory change de personnalité et ses cheveux se dressent sur sa tête. Sa denture de vampire devient proéminente et ses capacités physiques sont décuplées. Il peut exploser les Akuma à coup de poing, de pied ou même avec les dents.

Au niveau 1.5 : Il peut recouvrir son corps de sang pour être plus rapide.

Au niveau 2, son sang sort de son corps et prend la forme d'un vampire avec des ailes. Il est plus rapide, plus fort, son corps est complètement modelable. Mais une fois que son sang retrouve son corps il est complètement épuisé et ne se souvient de presque rien. Ce n'est pas vraiment un niveau car c'était de l'innocence pure et non Aleister Crowley. Mais l'on peut le considérer comme un niveau.
- 1re apparition dans le manga : tome 4, nuit 31[4]
- 1re apparition dans l'anime : épisode 19[5]

#### Chaoji Han
- Nom japonais : チャオジー・ハン, Chaojī Han
- Origine : chinoise
- Taille : 170 cm
- Poids : 63 kg
- Âge : 20 ans, anniversaire : 4 mai
- Groupe sanguin : O

Chaoji Han est un membre de l'équipage du bateau d'Anita qui mène les exorcistes à Edo. Il est un des trois marins survivants à la suite de l'attaque de l'Akuma de niveau 3. Il entre en résonance avec une Innocence après avoir été envoyé dans l'Arche en destruction avec Lenalee, Allen, Kanda, Lavi et Krory. Il devient ensuite un disciple du Maréchal Tiedoll. Il éprouve une rancœur terrible envers Allen parce qu'il a voulu sauver Tyki Mikk après l'avoir "exorcisé".
- Innocence : Bras du Baptême

Son Innocence, de type équipement, est composée de deux bracelets placé sur son poignet droit. Elle lui confère une force surhumaine dans les bras.
Durant la nuit 202 il fut l'une des 1res victimes des parasites de Fiddler
- 1re apparition dans le manga : tome 8, nuit 10[4]
- 1re apparition dans l'anime :épisode 51

#### Bookman
- Nom japonais : ブックマン, Bukkuman
- Origine : inconnue
- Taille : 140 cm (sans les cheveux)
- Poids : 38 kg
- Âge : 88 ans, anniversaire : 5 août
- Groupe sanguin : A

Bookman est nommé ainsi car il est le seul à connaître l’Histoire Oubliée. Sa politique est la suivante : les Bookmen sont là pour observer et ne doivent pas interagir avec l’Histoire. Personnage très discret, il veille sur Lavi comme si c’était son fils. Son maquillage fait que Lavi le surnomme affectueusement « Panda ». Il semblerait que Lavi ne soit pas son premier disciple.
- Innocence : Compas Céleste

Les aiguilles en métal de Bookman sont utilisées aussi bien pour ses traitements d'acuponcture que lors de ses combats, il peut activer le pouvoir « Crime de l'est » ou "North Crime" contre les Akuma.
- 1re apparition dans le manga : tome 4, nuit 27[4]
- 1re apparition dans l'anime : épisode 13[5]

#### Marie Noise
- Nom japonais : ノイズ・マリ, Mari Noizu
- Origine : autrichienne
- Taille : 200 cm
- Poids : 110 kg
- Âge : 28 ans, anniversaire : 15 juillet
- Groupe sanguin : O

Marie est un disciple du Général Tiedoll. Il est aveugle mais peut combattre grâce à son ouïe particulièrement développée. L'Ordre lui a fourni des écouteurs spéciaux et, grâce à son ouïe très fine, il peut entendre les Akuma à grande distance. Il peut aussi se servir de son audition pour suivre quelqu'un. Lors de la mission avec Timothy, il sera contaminé par le virus des Akuma sur deux doigts mais il se les amputera avant que le virus se répande, le sauvant de la mort. Depuis l'attaque du QG, Marie semble s'être rapproché de Miranda. Lors du "déménagement tempête", il sera mordu par Miranda qui lui transmettra le virus du Komulitan B. Durant les quelques instants après la morsure, et alors que tout le monde ignorait l'existence du virus, les personnes présentes (Marie y compris) pensèrent qu'elle l'avait embrassé. Dans le reverse book, Chaoji taquine Marie car celui-ci a entendu la détresse de Miranda (une étagère lui est tombée dessus) malgré tous les sons environnent. Marie part aider Miranda en rougissant. 
- Innocence : Orgue de Noël

L'Innocence de Marie est de type équipement. Elle est constituée d'une multitude de fils d'acier qui partent de bagues à ses doigts et qui immobilisent les Akuma. La vibration des fils joue une « mélodie des lamentations », mortelle pour les Akuma.
- 1re apparition dans le manga : tome 4, nuit 30[4]
- 1re apparition dans l'anime : épisode 38[5]

#### Daisya Barry
- Nom japonais : デイシャ・バリー, Deisha Barī
- Origine : turque
- Taille : 169 cm
- Poids : 58 kg
- Âge : 19 ans, anniversaire : 4 avril
- Groupe sanguin : A

Daisya Barry était un ami de Kanda et un disciple du maréchal Froi Tiedoll. C'est ce dernier qui remarque que Daisya était compatible avec une Innocence et lui propose de devenir exorciste. Il se fera tuer par Tyki Mikk et crucifier tête en bas à un réverbère sur une place.
Dans l'animé, un épisode raconte sa rencontre avec le maréchal, cet épisode est un hors-série et aucun élément du manga ne vient confirmer (ou infirmer) cette histoire.
- Innocence : Cloche de la Charité

Il s'agit d'une clochette qui produit des ondes sonores, Daisya s'en sert comme d'un ballon de foot sur les Akuma et les faire exploser en les transformant en cloche. Elle sera détruite par Tyki.
- 1re apparition dans le manga : tome 4, nuit 30[4]
- 1re apparition dans l'anime : épisode 34[5]

#### Suman Dark
- Nom japonais : スーマン・ダーク, Sūman Dāku
- Origine : allemande
- Taille : 177 cm
- Poids : 68 kg
- Âge : 33 ans, anniversaire : 16 mai
- Groupe sanguin : A

Suman Dark est un ami de Lenalee et un disciple du Général Sokaro. Il est marié et a une fille malade, c'est pour elle qu'il accepte de devenir exorciste. En Inde, il suppliera Tyki Mikk d'épargner sa vie et ainsi trahira son Innocence, il se transformera alors en « rejeté ». Allen tentera de le sauver en vain, il est finalement tué par Tyki Mikk.
- Innocence : Wind Cannon

Tout comme la God Hand d'Allen, c'est une Innocence de type symbiotique. Elle permet à Suman de contrôler le vent grâce à un canon greffé dans son bras droit. Après sa mort, Allen demandera à Timcanpy de s'enfuir avec l'Innocence de Suman pour que Tyki Mikk ne la détruise pas.
- 1re apparition dans le manga : tome 5, nuit 44[4]
- 1re apparition dans l'anime : épisode 35[5]

#### Hevlaska
- Nom japonais : ヘブラスカ, Heburasuka

Hevlaska est une entité mystérieuse, protectrice des Innocences collectées par les exorcistes au fil du temps. Elle est une exorciste qui existe depuis la création de la Congrégation de l'Ombre, elle a pour rôle de protéger les fragments d'Innocence collectés par les exorcistes en attendant qu'elle trouve leurs compatibles. Elle a le pouvoir de connaître le « taux de résonance » (« taux de synchronisation » dans la version anime) entre l'exorciste et son Innocence, c'est-à-dire la capacité pour l'exorciste de fusionner avec son arme. Elle a aussi un don de prévoyance sur l'avenir. Elle est la jeune fille de la famille Leverrier offerte a Dieu il y a 100 ans.
- Innocence : Le Cube

Son Innocence est de type gardien. Il existe dans son corps une cavité pour chacune des 109 Innocences.
- 1re apparition dans le manga : tome 1, nuit 6[4]
- 1re apparition dans l'anime : épisode 2[5]

#### Timothy Hearst
- Nom japonais : ティモシー・ハースト, Timoshii Haasuto
- Origine française
- Âge : 9 ans

Cet enfant vivait dans un orphelinat, et lorsque celui-ci fut menacé de fermer, Timothy utilisa le pouvoir de son Innocence pour commettre de nombreux vols, à travers d'autres personnes, sous le nom de "G, le voleur fantôme". C'est ce qui le fit remarquer par la Congrégation. le père de Timothy est un voleur. Le cristal sur son front est le cristal que son père lui a fait avaler de force pour le cacher .
- Innocence : Tsukikami

Son Innocence est de type symbiotique. Celle-ci permet a Timothy de transférer son esprit dans le corps d'Akuma (uniquement de niveau 1 et 2 pour le moment) grâce à la technique : Possession divine. Quand Timothy quitte le corps d'un Akuma, il est directement purifié pour sauver son âme. Mais il peut très bien prendre possession du corps d'un humain.
"L'esprit" de son innocence se manifeste à Timothy sous une apparence adulte de lui-même et peut lui donner des conseils mais Timothy est le seul à voir son acolyte. Cet acolyte peut lui-même prendre possession du corps de Timothy lorsque celui-ci possède un autre corps. Il se manifeste pour la première fois lorsque Timothy active son innocence en prenant possession d'un Akuma.
- 1re apparition dans le manga : tome 18, nuit 172[4]

#### Exorcistes de troisième génération
À la suite de la destruction de l’œuf d'Akuma, Leverrier a fait recueillir les fragments pour créer une nouvelle génération d'exorcistes : la troisième (la seconde étant celle de kanda qui a le pouvoir de se régénérer). Leurs noms sont : Madarao, Tokusa, Tawaku, Goushi et Kiredori. Ce sont tous d'ancien corbeaux, ils en portent la marque, deux points noirs placé verticalement sur le front, comme l'inspecteur Link. Ils semblent d’ailleurs avoirs des liens avec celui-ci, tous les six ayant apparemment grandi ensemble dans la rue.  
Ils sont mi-humains mi-akuma. Quand ils l'activent, leur bras gauche s'ouvre et leur permet d'aspirer les akumas. Les âmes de ceux-ci sont alors détruites, car contrairement aux exorcistes ils ne peuvent pas libérer les âmes prisonnières.
- 1re apparition dans le manga : tome 18, nuit 181

### Les Maréchaux
Un exorciste peut devenir Maréchal lorsque son taux de résonance avec l'Innocence dépasse les 100 %. Au début du manga, la Congrégation de l'Ombre compte 5 Maréchaux.

#### Cross Marian
- Nom japonais : クロス・マリアン, Kurosu Marian
- Origine : Japonaise (Le Comte Millénaire dit "Peut-être est-ce le fait que nous soyons nés dans ce pays" en parlant de Cross et du Japon.)
- Taille : 195 cm
- Poids : 82 kg
- Âge : Inconnu, anniversaire : 31 juillet
- Groupe sanguin : AB

Cross Marian a recueilli Allen lorsqu'il était enfant, après la mort de Mana, et s'est occupé de lui pendant 3 ans. Par la suite, il lui confiera son golem Timcanpy. Il déteste revenir à la Congrégation. Répugnant à approcher les gens, il ne tolère que les jolies femmes à ses côtés et passe son temps à boire des alcools très chers tel la Romanée-conti. Il ne paye jamais et a constamment des dettes qu'Allen doit rembourser depuis tout petit en effectuant divers travaux. Anciennement chercheur, il peut utiliser la magie. Il l'utilise afin de contrôler le corps d'une symbiotique, Maria, et peut ainsi modifier les Akuma de sorte que ceux-ci lui obéissent. Jusqu'à ce jour il est le seul exorciste à pouvoir le faire. Au début du manga, la Congrégation est sans nouvelle de lui depuis 4 ans et le considère comme mort. À la fin du 17e tome il disparait. La Congrégation le croit enlevé.Dans la nuit 203, on apprend qu'il s'est fait tirer dessus par Apocryphos, on ne sait pas s'il a survécu. 
- Innocences : Tombeau de Maria et Jugement

Il possède deux Innocences, fait unique chez les exorcistes.
- 1re Innocence : le Tombeau de Maria :

C'est une Innocence de type parasite, il s'agit d'un cadavre de femme dont le chant est capable d'affecter l'esprit de l'ennemi en créant des illusions. Par un procédé interdit, Cross a ramené son corps pour y conserver l'innocence et il le contrôle par magie, Maria n'obéit qu'à lui seul. De plus, Cross utilisera la capacité de Maria pour se cacher pendant ses années d'absence à la Congrégation.
- 2e Innocence : Jugement :

C'est une Innocence de type équipement, il s'agit d'un revolver dont les balles ne s'arrêtent qu'une fois la cible atteinte. Il peut augmenter sa puissance de tir en utilisant son arme à la façon d'un arc avec « La Flèche du Péché Originel ».On apprend dans le tome 17 qu'il n'est plus le compatible de "Jugement".
- 1re apparition dans le manga : tome 1, nuit 2[4]
- 1re apparition dans l'anime : épisode 2[5]

#### Cloud Nine
- Nom japonais : クラウド・ナイン, curawdo nine
- Origine : américaine
- Taille : 173 cm
- Poids : 59 kg
- Âge : 32 ans, anniversaire : 1er novembre
- Groupe sanguin : B

Cloud Nine est le maître d'un petit groupe d'exorcistes disparus au combat le même jour que 3 autres exorcistes et 142 Traqueurs. Elle est très sensible et pleurera la mort de ses élèves. C'est une ancienne dompteuse de cirque. Cloud Nine est une expression anglaise équivalente à notre "septième ciel".
- Innocence : Lau Shimin

Elle possède comme arme anti-akuma une Innocence de type parasite, il s'agit d'un petit singe du nom de Lau Shimin qui est toujours sur son épaule et auquel elle tient beaucoup. Il suffit d'un ordre de Cloud pour que l'Innocence réagisse et s'active, transformant Lau en un singe gigantesque. Il est très puissant et attaque au corps à corps comme à distance. Cloud le contrôle grâce à un fouet.
- 1re apparition dans le manga : tome 7, nuit 63[4]
- 1re apparition dans l'anime : épisode 59[5]

#### Winters Sokaro
- Nom japonais : ウィンターズ・ソカロ, Wintāzu Sokaro
- Origine : mexicaine
- Taille : 205 cm
- Poids: 126 kg
- Âge : 39 ans, anniversaire : 18 mars
- Groupe sanguin : B

Ce général est souvent coiffé d'un masque qu'il enlève pour combattre, révélant un visage tuméfié et affreux. Il est le plus puissant en combat au corps à corps et ne vit que pour tuer. Ancien condamné à mort, il a horreur des ordres et ne sert l'Ordre que pour détruire les Akuma.
- Innocence : Madness

Son Innocence est de type équipement. En dehors des combats, elle repose sur ses épaules avec l'apparence d'épaulières pointues. En combat, elles rejoignent ses mains pour devenir une double lame striée aux extrémités tranchantes. Il la fait tournoyer très rapidement pour découper ses victimes. On peut supposer que les pointes au niveau de la main lui permettent de l'utiliser aussi comme arme de pugilat.
- 1re apparition dans le manga : tome 7, nuit 63[4]
- 1re apparition dans l'anime : épisode 59[5]

#### Froi Tiedoll
- Nom japonais : フロワ・ティエドール, Furowa Tiedōru
- Origine : française
- Taille : 180 cm
- Poids : 70 kg
- Âge : 40 ans, anniversaire : 19 avril
- Groupe sanguin : O

Le maréchal Froi Tiedoll est le maître de Kanda, Daisya Barry et Noise Marie. Par la suite, il prendra Chaoji Han comme apprenti. C'est un passionné d'art et il était peintre avant de rejoindre l'Ordre. Il est très attaché à ses élèves et les considère comme ses propres fils, ce qui exaspère Kanda. 
- Innocence : Sculpture d'Eden

L'Innocence du Général Tiedoll est composée de deux pièces, un crucifix dans sa main droite et une épée de lumière dans la gauche. Sa technique « Art » peut pulvériser un grand nombre d'Akuma de niveau 2 en un seul coup. Il peut aussi créer un être géant de couleur blanche, idéal pour combattre les akumas géants. Il possède également la meilleure technique défensive de l'Ordre qui a pour nom "Jardin de l'Etreinte" qui crée un rassemblement d'arbre, cette technique résiste à la destruction du laboratoire no 5.
- 1re apparition dans le manga : tome 4, nuit 29[4]
- 1re apparition dans l'anime : épisode 37[5]

#### Kevin Yeegar
- Nom japonais : ケビン・イェーガー, Kebin Yēgā
- Origine : anglaise
- Taille : 166 cm
- Poids : 55 kg
- Âge : 89 ans, anniversaire : 23 juin
- Groupe sanguin : A

C'était le plus vieux des cinq maréchaux et un combattant de première ligne. Il participait à la recherche des Innocences et en avait 8 en sa possession lors de sa mort, tué par Tyki Mikk. Il est retrouvé crucifié la face à l'envers dans une église en Belgique.
- Innocence : inconnue dans le manga, dans l'anime : Judgement Chain

Elle est composée d'une chaîne quasi infinie et qui peut, de surcroît, se démultiplier pour ligoter ou fouetter l'ennemi. Elle est détruite par Tyki Mikk.
- 1re apparition dans le manga : tome 4, nuit 29[4]
- 1re apparition dans l'anime : épisode 25[5]

### La Section Scientifique

#### Komui Lee
- Nom japonais : コムイ・リー, Komui Rī
- Origine : chinoise
- Taille : 193 cm
- Poids : 79 kg
- Âge : 29 ans, anniversaire : 13 juin
- Groupe sanguin : AB
- Signe astrologique : Gémeaux

Komui est le Grand intendant de la Congrégation mais préfère se présenter comme le chef de la section scientifique, poste qu'occupe en réalité Reever Wenhamm. Aîné de Lenalee, il considère sa sœur comme son bien le plus précieux. Personnage fantasque au caractère difficile, il est aussi quelqu'un sur qui l’on peut compter dans les moments difficiles grâce à son grand sens des responsabilités. Komui ne possède pas d’Innocence mais c’est celui qui détient le plus de connaissance sur celles-ci après Hevlaska. Il dort très profondément et le seul moyen de le réveiller est de dire que sa sœur va se marier.  
- 1re apparition dans le manga : tome 1, nuit 5[4]
- 1re apparition dans l'anime : épisode 2[5]

#### Reever Wenhamm
- Nom japonais : リーバー・ウェンハム, Rībā Wenhamu
- Origine : australienne
- Taille : 185 cm
- Poids : 75 kg
- Âge : 26 ans, anniversaire : 8 septembre
- Groupe sanguin : A

Reever est le chef de la section scientifique chargée d'analyser les informations récoltées par les Traqueurs et de créer les armes et l'équipement des exorcistes. Il est sous les ordres de Komui qui lui donne beaucoup de travail et le fait tourner en bourrique tous les jours, malgré tout cela, Reever a beaucoup de respect pour celui-ci.
- 1re apparition dans le manga : tome 1, nuit 5[4]
- 1re apparition dans l'anime : épisode 2[5]

#### Johnny Gill
- Nom japonais : ジョニー・ギル
- Origine : américaine
- Taille : 165 cm
- Poids : 55 kg
- Âge : 25 ans, anniversaire : 2 juillet
- Groupe sanguin : A

Jonny est un ami d'Allen, et il croit toujours en lui. Ce sera un des premiers à le défendre contre les rumeurs racontant qu'il serait un hérétique. Il a souvent besoin des autres et surtout de Tap Top, son meilleur ami. Il tombera amoureux de la sœur de Tap Top

#### Tap Top
- Nom japonais : タップ・トップ
- Origine : américaine
- Âge : 27 ans, anniversaire : 13 octobre
- Taille : 179 cm
- Poids : 128 kg
- Groupe sanguin : O

Il est reconnaissable à son gros ventre. Il décédera à la suite de l'attaque du QG, après avoir été transformé 
en skull. Il a une sœur, Kash Top, qui viendra par la suite le remplacer.

#### Soixante-cinq
- Créé par la Section Scientifique
- Taille : 194 cm (Les cheveux compris)
- Poids : 650 kg
- Anniversaire : 5 juin

Il ressemble à un fantôme avec du sparadrap sur la bouche.

### La Branche Asiatique

#### Bak Chan
- Nom japonais : バク・チャン, Baku Chan
- Origine : chinoise
- Taille : 168 cm
- Poids : 53 kg
- Âge : 29 ans, anniversaire : 11 octobre
- Groupe sanguin : A

Bak est le chef de la branche asiatique, poste qu'occupait déjà son arrière-grand-père, un magicien allemand qui a participé à la création de la Congrégation de l'Ombre. Tout comme Komui, c'est un grand travailleur et il a le sens des responsabilités. Il est capable d'utiliser une magie ancienne grâce à son sang pour modifier l'architecture du bâtiment servant de QG à la Branche Asiatique. Il est amoureux de Lenalee et a d'ailleurs beaucoup de photos d'elle. Il fait des crises d'urticaire sous le coup de fortes émotions.
- 1re apparition dans le manga : tome 7, nuit 60[4]
- 1re apparition dans l'anime : épisode 58[5]

#### Fō
- Nom japonais : フォー, Fō

Fō est la gardienne de la Branche Asiatique, elle n'est pas humaine, elle a été fabriquée par l'arrière-grand-père de Bak. Elle retrouve Allen après sa rencontre avec Tyki Mikk, lorsque celui-ci détruira son Innocence et le laissera pour mort. Elle lui sauvera la vie en le ramenant dans les locaux de la Branche Asiatique pour qu'il soit soigné. Fō aidera ensuite Allen à essayer de réactiver son Innocence.
Même si elle peut se montrer colérique, voir brute, elle est très gentille au fond et fera tout pour qu'Allen puisse récupérer son Innocence. Elle développera d'ailleurs de fort sentiments pour lui, au point de vouloir affronter un akuma dans un combat perdu d'avance juste pour lui donner une chance de fuite et de survie, mais finalement, Allen s'interposera à temps, refusant de la voir se sacrifier pour lui. 
- 1re apparition dans le manga : tome 7, nuit 57[4]
- 1re apparition dans l'anime : épisode 58[5]

#### Samo Han Wong
Samo Han Wong est le chef adjoint de la Branche Asiatique de la Congrégation de l'Ombre et l'assistant de Bak. Il soigne Allen des blessures provoquées par Tyki Mikk. Il est serviable et s'occupe de Bak avec beaucoup d'attention lorsque celui-ci panique ou s'énerve un peu trop ce qui provoque chez lui des crises d'urticaire.
- 1re apparition dans le manga : tome 7, nuit 57[4]
- 1re apparition dans l'anime : épisode 58[5]

#### Rikei, Shifu et Lou Fa
Ce sont les apprentis de l'équipe scientifique asiatique. Ils travaillent toujours en trio.
Lou Fa semble très amoureuse de Allen.
Après la 134e nuit, Rikei est tombé amoureux de Lenalee.
- 1re apparition dans le manga : tome 7, nuit 60[4]
- 1re apparition dans l'anime : épisode 58[5]

### Crow

#### Malcolm C. Leverrier
- Nom japonais : マルコム=C=ルベリエ
- Origine : anglaise
- Taille : 195 cm
- Poids : 98 kg
- Âge : 50 ans, anniversaire : 22 janvier
- Groupe sanguin : B

Cet homme est une personne fourbe dont on ne connait pas les véritables intentions. Il avait amené de force Lenalee à la Congrégation dans le passé.

#### Howard Link
- Nom japonais : ハワード・リンク
- Origine : allemande
- Taille : 172 cm
- Poids : 62 kg
- Âge : 19 ans, anniversaire : 29 décembre
- Groupe sanguin : AB
- Signe astrologique : Sagittaire

Howard Link est un corbeau (unité milliaire du Vatican) chargé de surveiller Allen, du fait de son lien avec le 14e. Il est sous les ordres de Malcolm Leverrier.

### Autres personnages

#### Timcanpy
Timcanpy, surnommé Tim, a été créé par le Quatorzième qui le donnera à Cross Marian et celui-ci confiera le golem à son disciple Allen quand il l'enverra à la Congrégation. Les golem suivent les exorcistes lors de leurs missions, ils enregistrent ce qu'ils voient et permettent aux exorcistes de communiquer entre eux ou avec les « Traqueurs ». Contrairement aux autres golems de la Congrégation, Timcanpy a sa propre personnalité. Il s'amuse à dévorer ce qu'il trouve (aliments comme objets), il mord lorsqu'il a une idée ou lorsqu'il a remarqué quelque chose et peut également changer de taille. Il grandit lentement et sa taille semble dépendre de la puissance de son possesseur. Timcanpy peut ingérer des objets et les restituer ensuite. Il a la fâcheuse manie de se faire avaler par les chats. Tim peut afficher la partition de piano qui permet de contrôler l'Arche. À la fin de la première partie du manga (l'attaque du QG), Tim choisi de rester avec Allen plutôt que de repartir avec Cross.
- 1re apparition dans le manga : tome 1, nuit 2[4]
- 1re apparition dans l'anime : épisode 1[5]

#### Les Traqueurs
Les Traqueurs, des humains non-compatibles avec l'Innocence, travaillent pour la Congrégation de l'Ombre. Ils sont chargés d'enquêter sur la possible présence d'Akuma ou de fragments d'Innocence et de guider les exorcistes. Ils sont équipés d'un téléphone qui leur permet de communiquer entre eux, avec les exorcistes et avec la base ; ainsi que de boucliers appelés « talismans » qui leur permettent de créer des faisceaux lumineux qui immobilisent les Akuma en attendant que les exorcistes arrivent ou pour les aider.

#### Anita
Patronne d'une maison de passe en Chine, c'est une sympathisante de la Congrégation, tout comme sa mère l'était. Elle met son bateau et son équipage à disposition des exorcistes à la recherche du Maréchal Cross et se rendant à Edo. Ce voyage lui sera fatal, ainsi qu'à sa servante, Mahoja, et qu'à la quasi-totalité de l'équipage.
- 1re apparition dans le manga : tome 5, nuit 46[4]
- 1re apparition dans l'anime : épisode 51